# Casa do Coronel Cazuzinha
A Casa do Coronel Cazuzinha é uma construção do século XIX situada na rua Durval Castro, n.º 116, na esquina com a Praça Coronel Cazuzinha, em Caetité. Encontra-se como estrutura histórica tombada pelo Instituto do Patrimônio Artístico e Cultural da Bahia (IPAC), órgão do governo do estado da Bahia, sob o Decreto n.º 28.398/1981.
Foi construída em meados do século XIX para servir de residência do Comendador João Caetano de Albuquerque Xavier da Silva Pereira. De acordo com uma tradição, o próprio Comendador teria mandado buscar em Salvador um construtor especialmente para este fim. Já no final do mesmo século, o edifício passa a abrigar a sede do Empório Comercial Rodrigues Lima e Araújo. Após a dissolução desta firma por volta de 1905, a posse do imóvel ficou com José Antônio Rodrigues Lima, o Coronel Cazuzinha, que era um dos sócios.
Com a morte do coronel em 1923, a casa foi herdada pelo seu irmão, Octacílio Rodrigues Lima, casado com D. Eugênia da Rocha Rodrigues Lima. Por causa do morte de D. Eugênia em 1926, a casa ficou como herança para sua filha, Beatriz Rodrigues Lima Hofmann, onde já residia e lecionava desde 1923. Segundo a escritura pública n.º 15.808, a casa foi adquirida por Luís Otto Rodrigues Lima Koehne em 1960. Dezessete anos depois, o edifício começa a funcionar como as Escolas Reunidas do Seminário S. José.
Em 19 de dezembro de 2007, constatou-se a necessidade de avaliação da estrutura autoportante, uma vez que diversas paredes apresentavam fissuras. Como o imóvel possui árvores de porte no pátio, é possível que a fundação esteja sofrendo algum dano pelo desenvolvimento de raízes. Forros e pisos também necessitavam de serviços de restauração. Em 2008, o conjunto urbanístico e arquitetônico do Centro Antigo de Caetité, onde se localiza a Casa do Coronel Cazuzinha, foi tombado pelo IPAC.